# Прошкіно (Аліковський район)
Про́шкіно (рос. Прошкино, чув. Прашушкăнь) — присілок у складі Аліковського району Чувашії, Росія. Входить до складу Шумшеваського сільського поселення.
Населення — 145 осіб (2010; 143 у 2002).
Національний склад:
- чуваші — 96 %